# Anabacerthia
Az Anabacerthia a madarak (Aves) osztályának verébalakúak (Passeriformes) rendjébe és a fazekasmadár-félék (Furnariidae) családjába tartozó nem.

## Rendszerezésük
A nemet Frédéric de Lafresnaye írta le 1842-ben, jelenleg az alábbi 3 vagy 5 faj tartozik ide:
- Anabacerthia variegaticeps
- Anabacerthia ruficaudata[1] vagy Philydor ruficaudatum[3]
- Anabacerthia striaticollis
- rozsdás tüskefarkú (Anabacerthia amaurotis[1] vagy Philydor amaurotis)[3]
- Anabacerthia lichtensteini[1] vagy Philydor lichtensteini[3]

## Előfordulásuk
Mexikó, Közép-Amerika és Dél-Amerika területén honosak. Természetes élőhelyeik a szubtrópusi vagy trópusi esőerdők és mocsári erdők.

## Megjelenésük
Testhosszuk 15–17 centiméter közötti.

## Életmódjuk
Ízeltlábúakkal táplálkoznak.